# Tina Vukov
Tina Vukov (Rijeka, 22. prosinca 1988.) hrvatska je pjevačica pop-glazbe. 

## Glazbena karijera
Tina Vukov završila je glazbenu školu "I. M. Ronjgov" u Rijeci. Godine 2007. dobila je Porina za novog izvođača godine i za najbolju žensku vokalnu izvedbu Il treno per Genova.
Dana 2. srpnja 2010. održala je prvi samostalni koncert. Na pozornici Trsatske gradine u Rijeci pridružli su joj se sugrađani: klapa Luka i Marko Tolja, s kojim je već prije (kao i s legendarnim Arsenom Dedićem) snimila duet.
Prvi diskografski ugovor potpisala je sa samo 14 godina s Croatia Recordsom, a album prvijenac Tuga dolazi kasnije objavila je 25. listopada 2006. godine kao prvi dual disc uopće objavljen za nekog izvođača u Hrvatskoj  Dana 1. srpnja 2010. najavila je i novi album.
Četiri puta nastupa na festivalu Dora i to 2004. godine u suradnji s Matija Dedić Triom s pjesmom Tuga Dolazi Kasnije no ne prolazi polufinale.
Nakon toga 2006. godine s pjesmom talijanskog naziva Il Treno Per Genova s kojom završava na 3. mjestu u finalu i konačno 2007. godine s pjesmom Tata s kojom završava na 4. mjestu.
Nastupila je i kao jedna od natjecateljica na Dori 2012. godine na kojoj se birao predstavnik Hrvatske na Eurosongu, no ispada već u prvom krugu natjecanja.
Unuka je brata pokojnog estradnog umjetnika Vice Vukova.

## Popularne pjesme
- "Il treno per Genova"
- "Kao pijesak među prstima"
- "Kiša"
- "Moj otac i ja"
- "Tata"
- "Tuga dolazi kasnije"
- "Noć"
- "Meni žalost ne stoji"

## Ostalo
- "Exkluziv Tabloid"
- "Red Carpet" (00-te)
- "Vrijeme je za Jazz" kao izvođačica (epizoda "Za jednom kapi čistoga źivota", 2010.)
- "Dora" kao natjecateljica (2004. - s Matija Dedić Triom), 2006., 2007. i 2012.)

## Vanjske poveznice
- Croatia Records: Tina Vukov
- Diskografija.com – Tina Vukov
- Muzika.hr – Tina Vukov: "Svakom izvođaču najveće priznanje je hit pjesma"  Arhivirana inačica izvorne stranice od 5. studenoga 2014. (Wayback Machine)